# Agrotis turbulenta
Agrotis turbulenta är en fjärilsart som beskrevs av Walker 1865. Agrotis turbulenta ingår i släktet Agrotis och familjen nattflyn. Inga underarter finns listade i Catalogue of Life.